# Ada megye
Ada megye az Amerikai Egyesült Államokban, azon belül Idaho államban található. Megyeszékhelye és legnagyobb városa Boise. Lakosainak száma 494 967 fő (2020. április 1.).

## Szomszédos megyék
- Gem megye (északnyugat)
- Boise megye (északkelet)
- Elmore megye (kelet)
- Owyhee megye (dél)
- Canyon megye (nyugat)

## Népesség
A megye népességének változása:
| Lakosok száma | 393 431 | 401 039 | 408 853 | 416 464 | 434 211 | 494 967 |
|               | 2010    | 2011    | 2012    | 2013    | 2015    | 2020    |